# Ladispoli
Ladispoli is een gemeente in de Italiaanse provincie Rome (regio Latium) en telt 34.482 inwoners (31-12-2004). De oppervlakte bedraagt 26,0 km², de bevolkingsdichtheid is 1178 inwoners per km².
De volgende frazioni maken deel uit van de gemeente: Marina di San Nicola, Monteroni.

## Demografie
Ladispoli telt ongeveer 15116 huishoudens. Het aantal inwoners steeg in de periode 1991-2001 met 55,1% volgens cijfers uit de tienjaarlijkse volkstellingen van ISTAT.
| Jaar | Inwoneraantal |
| ---- | ------------- |
| 1991 | 19.319        |
| 2001 | 29.968        |

## Geografie
De gemeente ligt op ongeveer 2 m boven zeeniveau.
Ladispoli grenst aan de volgende gemeenten: Cerveteri, Fiumicino.

## Externe link

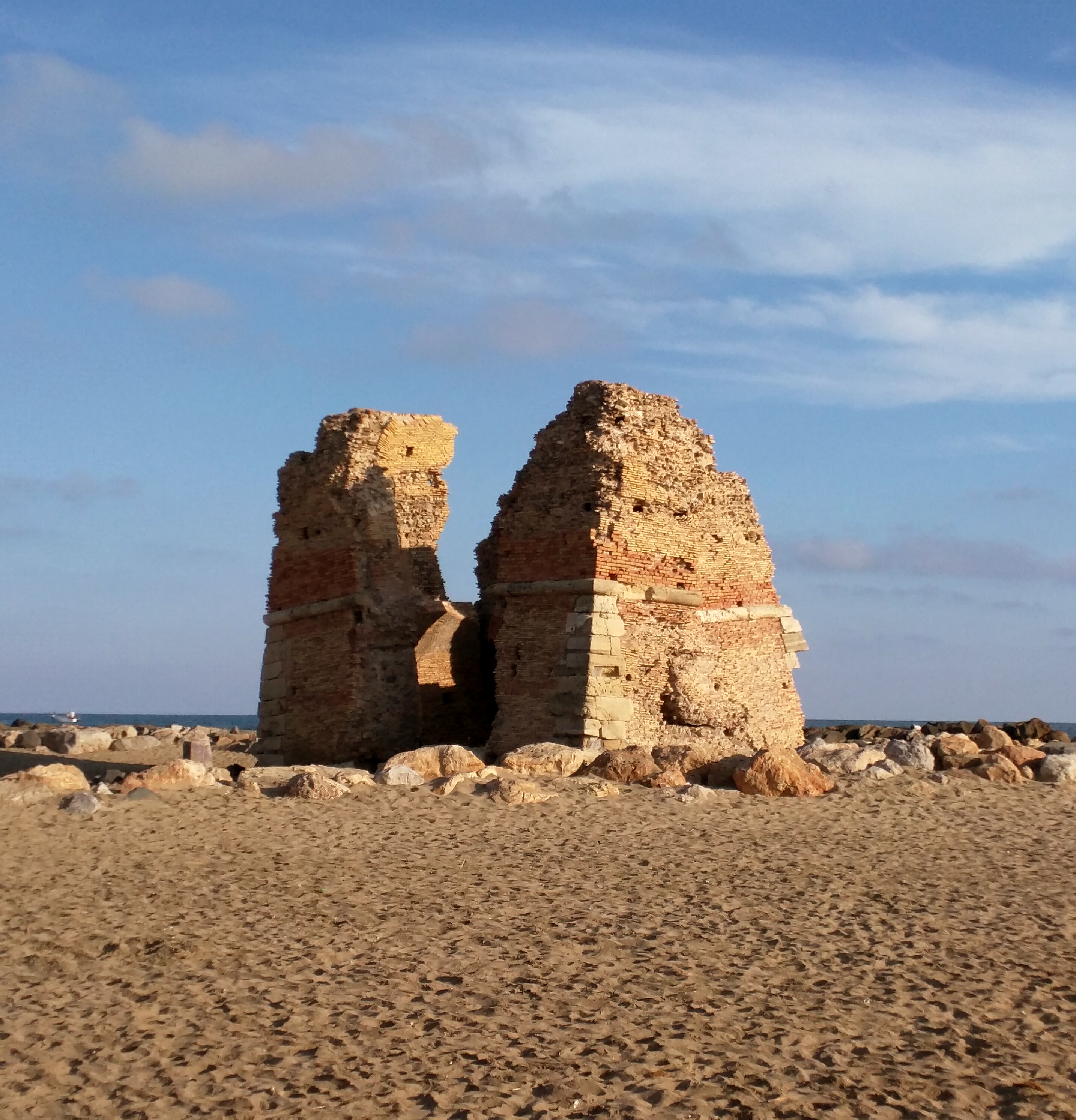
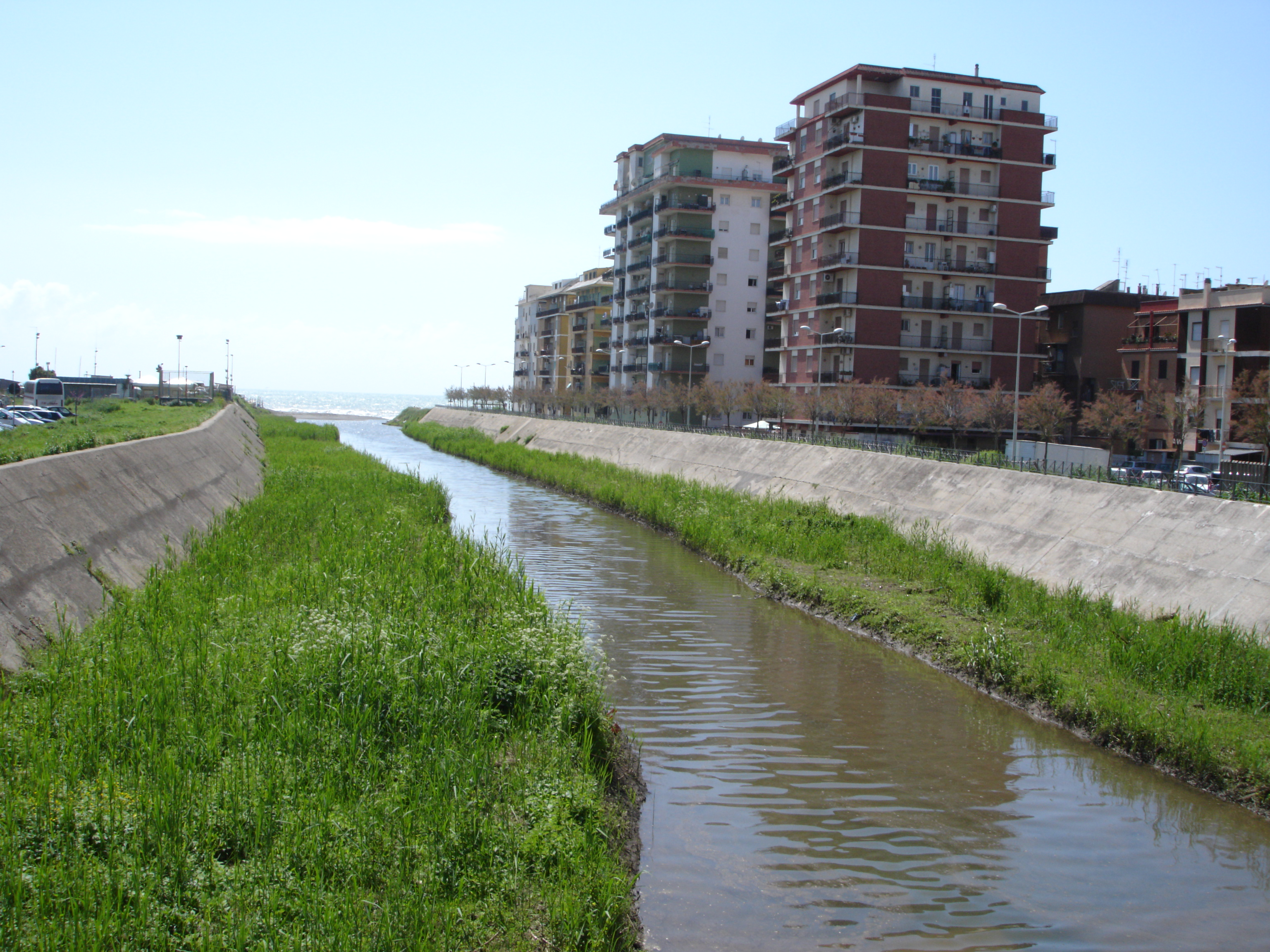
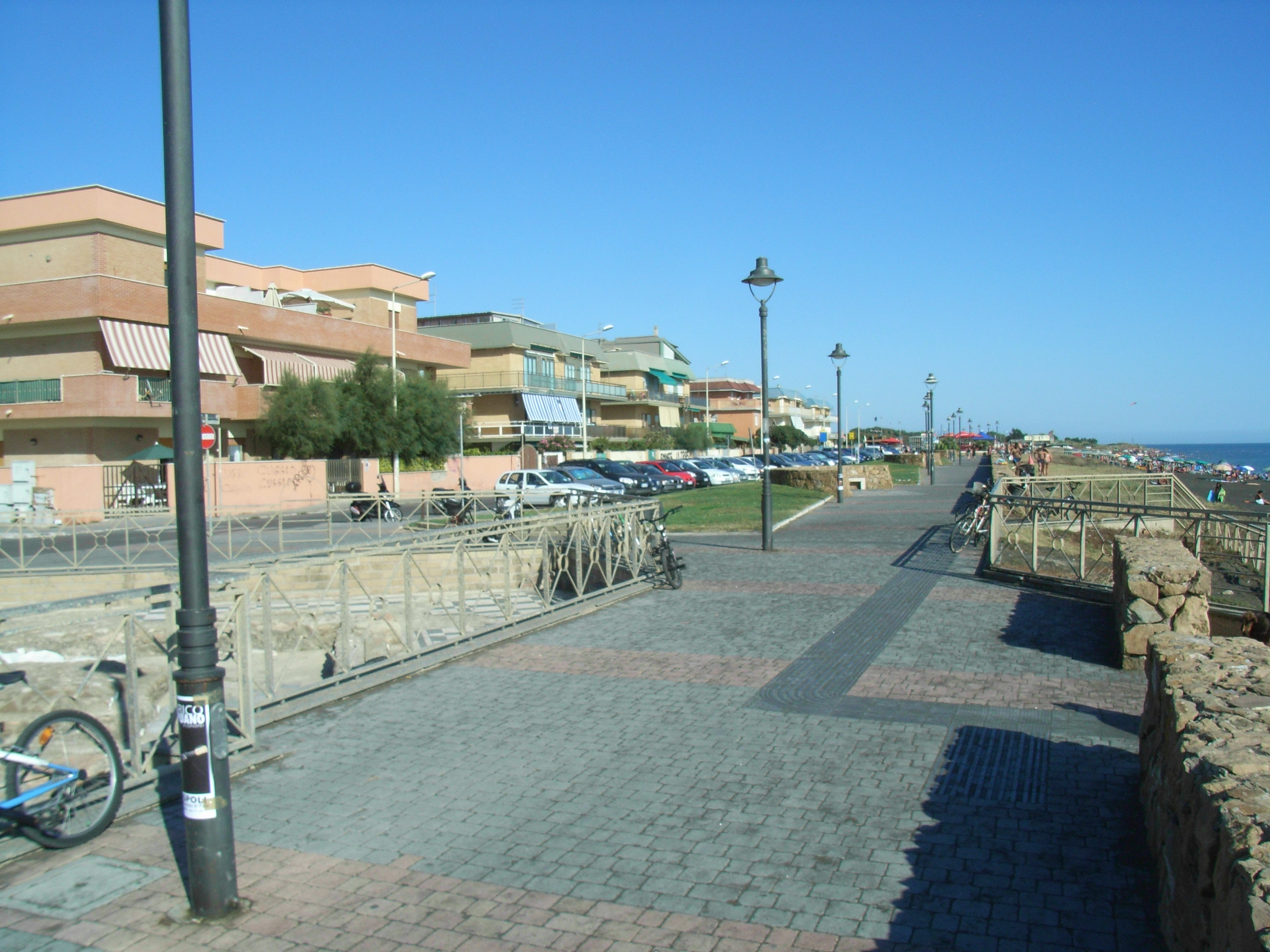
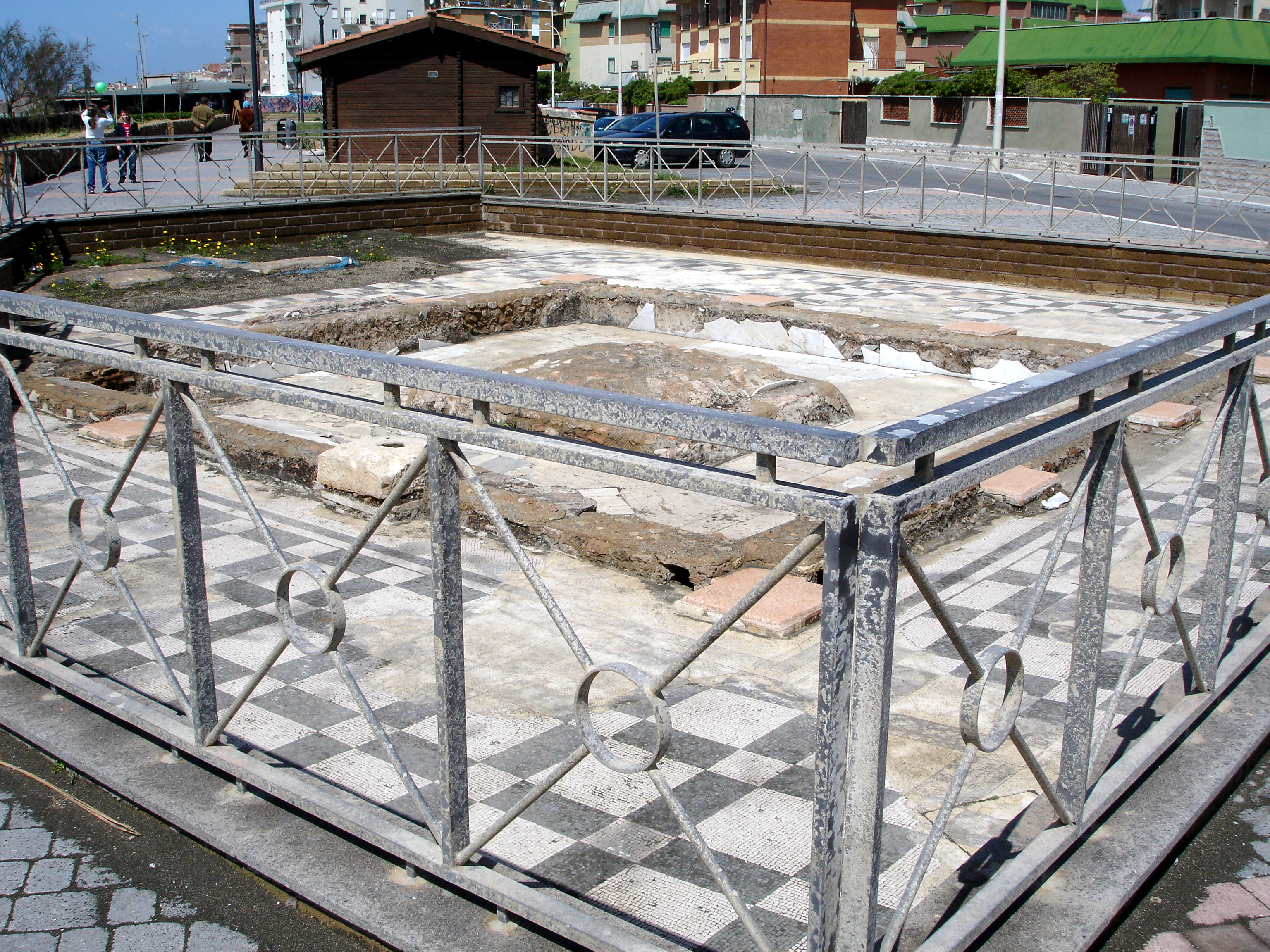
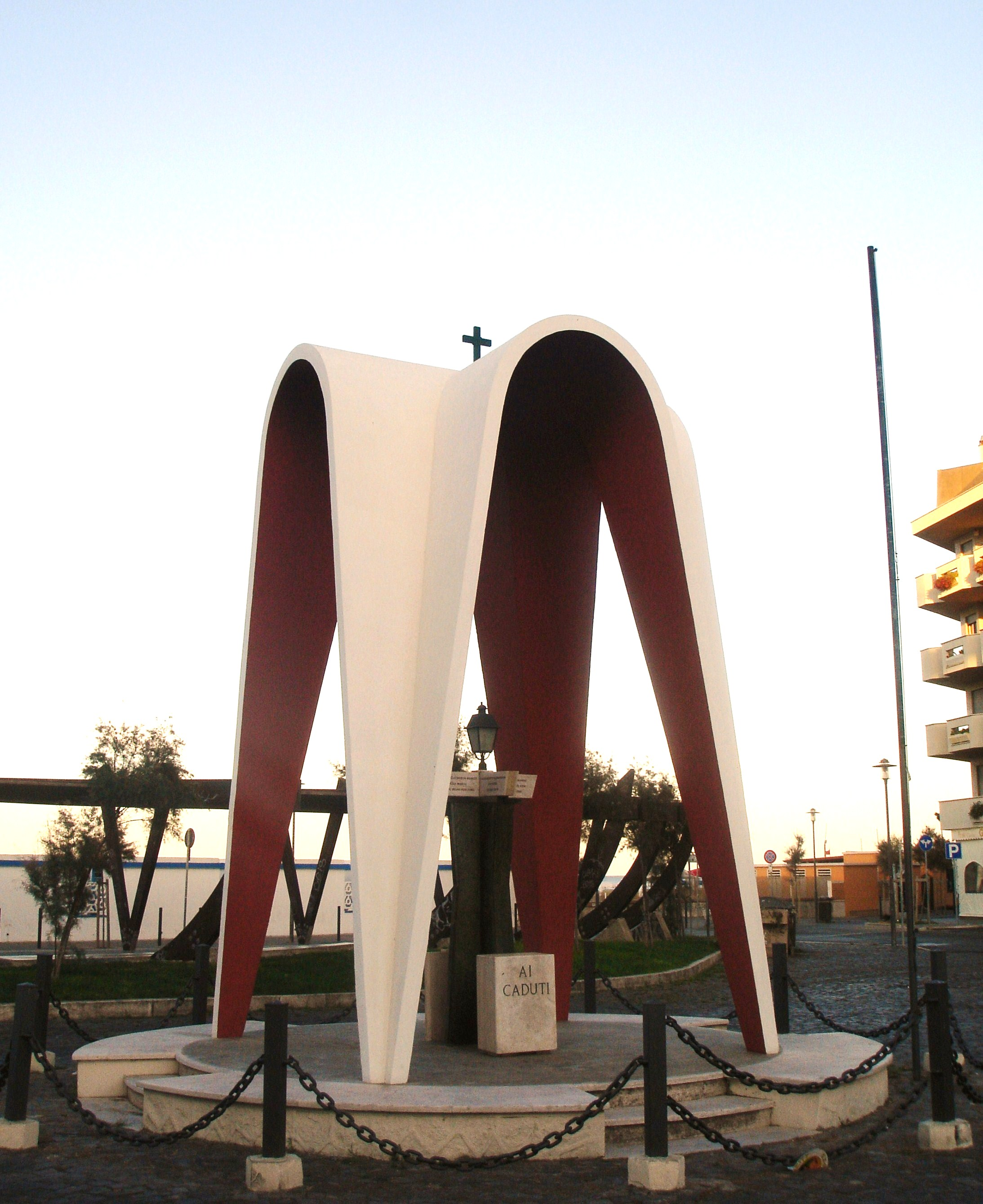
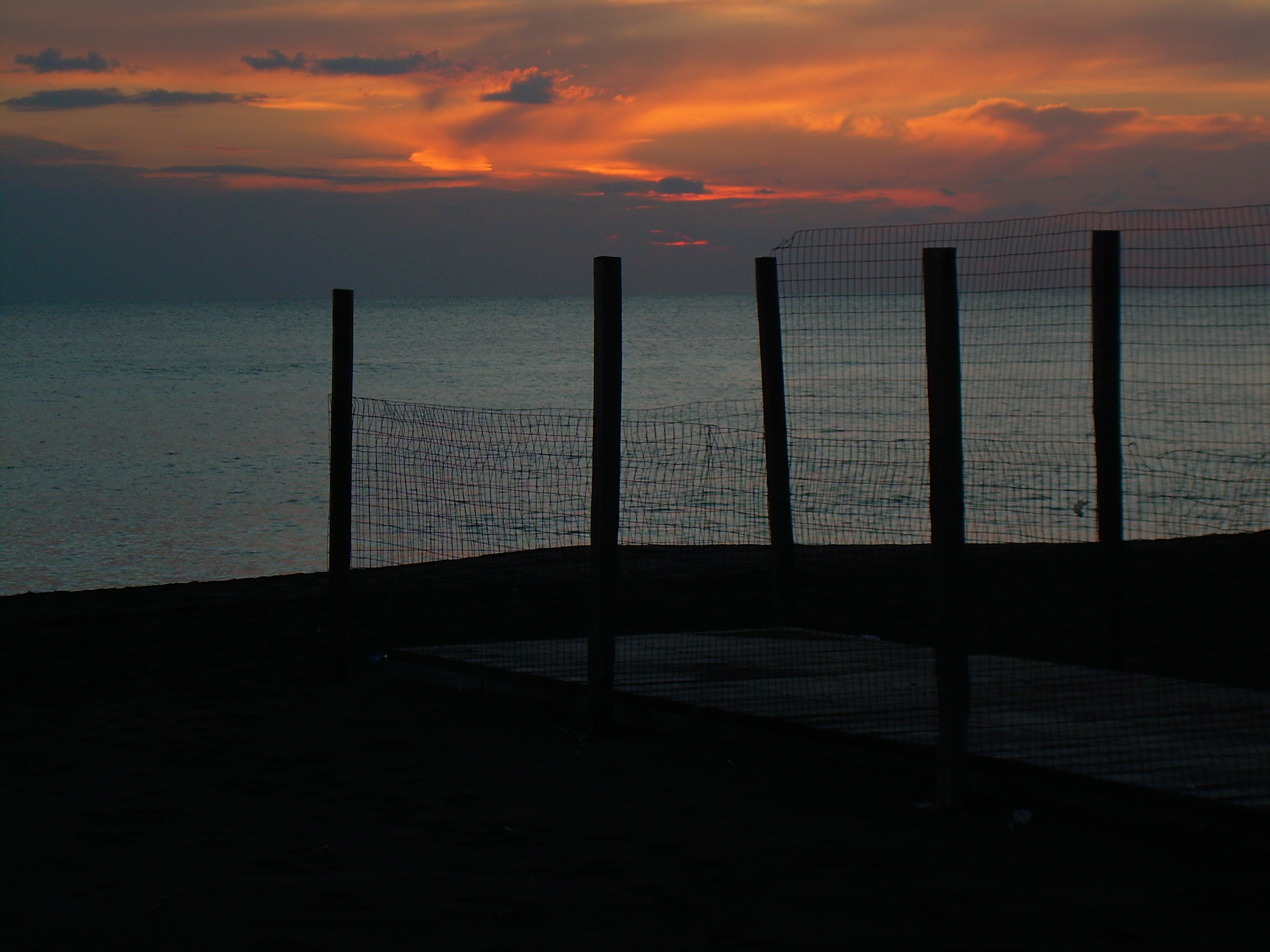